# Droga krajowa B308 (Niemcy)
Droga krajowa 308 (Bundesstraße 308, B 308) – niemiecka droga krajowa przebiegająca od skrzyżowania z autostradą A96 na węźle Sigmarszell do granicy z Austrią koło Oberjoch w południowo-zachodniej Bawarii.
Droga koło Bad Hindelang przechodzi przez przełęcz Oberjoch na wysokości 1180 m n.p.m. co sprawia, że jest to najwyżej położona droga w Niemczech. Podjazd na przełęcz prowadzi przez 107 zakrętów co jest kolejnym rekordem na skalę Niemiec.